# موقع لائحة النباتات
موقع لائحة النباتات (بالإنجليزية: The Plant List Website)‏ هي لائحة لأسماء الأنواع من النباتات تم إنشاؤها من قبل الحدائق النباتية الملكية في كيو وحديقة ميزوري النباتية والتي تم البدء فيها في عام 2010. والمقصود أن تكون شاملة لتضم كل أسماء الأنواع المعروفة. هناك يسمى موقع يسمى المؤشر الدولي لأسماء النبات International Plant Names Index IPNI وهو مشروع تكميلي تشارك فيه كيو أيضا. يهدف IPNI إلى تقديم تفاصيل عن النشر ولا يهدف إلى تحديد ما يتم قبوله من أسماء الأنواع. الأسماء التي تنشر حديثا وتضاف تلقائيا من IPNI إلى المرجعية العالمية لفصائل النبات المختارة World Checklist of Selected Plant Families WCSPF وهي قاعدة البيانات التي تكمن وراء قائمة النباتات.

## إحصائيات
اللائحة لديها 1064035 اسم علمي مسجل تحت تصنيف نوع نباتات. من هذه الأسماء هناك 350699 نوعاً مقبولاً ينتمون إلى 642 من الفصائل النباتية وإلى 17020 من الأجناس النباتية.
اللائحة تقبل ما يقرب من 350699 من أسماء الأنواع الفريدة مع 470624 اسماً مرادفاً لهذه الأنواع. مما يشير إلى أن العديد من الأنواع يشار إليها تحت أكثر من اسم واحد.
اعتباراً من عام 2014، حددت لائحة النباتات 243,000 اسماً غير مؤكداً، وهذا يعني أن علماء النبات غير قادرون حتى الآن على تحديد ما إذا كانت هذه هي أنواع منفصلة أو هي مرادفات ل350699 نوعاً فريداً.